# Сергии
Се́ргии (лат. Sergii) — древнеримский патрицианский род, ведущий, по преданию, свою родословную от троянца Сергеста, спутника Энея. Они зовутся так же, как и их предки: «Sergestusque, domus tenet a quo Sergia nomen».
Первым представителем данного рода, достигшего высших магистратур в Римской республике, стал военный трибун с консульской властью Луций Сергий Фиденат (в 437 году до н. э.). Известно, что его отец и дед носили преномен Гай, но никаких подробностей об их жизни не сохранилось. Из числа ранних представителей Сергиев также известен член второй коллегии децемвиров (450—449 до н. э.) Марк Сергий Эсквилин.
Одним из самых известных представителей этого славного патрицианского рода был и Марк Сергий Сил, прапрадед Катилины, один из отчаянных бойцов 2-й Пунической войны. Плиний Старший рассказывает, что Сергий потерял во 2-ю Пуническую войну правую руку, а всего во время двух войн получил 23 раны и потерял способность владеть обеими руками и ногами; дважды бежал из плена от Ганнибала; четыре раза сражался, пользуясь только левой рукой; два раза под ним падали лошади; с помощью сделанной для него железной правой руки сражался при осаде Кремоны, защищал Плаценцию и взял 12 лагерей в Галлии.

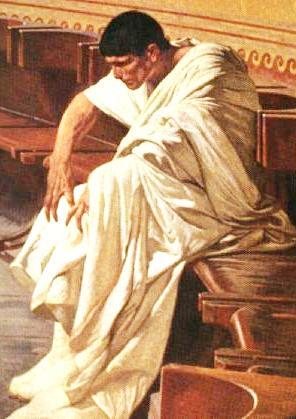
Катилина — наиболее известный представитель Сергиев-патрициев

Также представителями этого рода в разное время являлись:
- Гай Сергий Фиденат Коксон (ум. после 380 до н. э.), трехкратный консулярный трибун (в 387, 385 и 380 годах до н. э.);
- Марк Сергий (III в. до н. э.), военный трибун солдат, посланных в 205 до н. э. Сципионом в Регий и вскоре убитых легатом полководца Племинием[3];
- Луций Сергий (ум. после 203 до н. э.), один из трёх послов, отправленных Публием Корнелием Сципионом Африканским в Карфаген (в 203 до н. э[4].);
- Гай Сергий Плавт (ум. после 199 до н. э.), городской претор (лат. praetor urbanus[5]) в 200 до н. э. Его правление было продлено и на следующий год, в течение которого он сумел обеспечить ветеранов землёй в Испании, на Сицилии и Сардинии[6];
- Марк Сергий Сил (ум. после 197 до н. э.), городской претор в 197 году до н. э[2][7][8][9].;
- Марк Сергий Сил (ум. после 168 до н. э.), легат в Македонии в 168 году до н. э[10][11]., предполагаемый сын предыдущего;
- Марк Сергий Сил (II—I вв. до н. э.), член коллегии монетных триумвиров в 116/115 году до н. э[12][13]., занимавший не позднее 94 года до н. э. квестуру[14][15][16]. Сын либо внук предыдущего;
- Гай Сергий Сил Ората[укр.] (ум. после 91 до н. э[17][18].), торговец и специалист в области гидравлики[19]. Первым из римлян начал заниматься разведением и продажей устриц (ок. 95 до н. э.);
- Квинт Сергий (II—I вв. до н. э.), сенатор, упомянутый Цицероном как живший во времена Союзнической войны[20];
- Луций Сергий (ум. после 75 до н. э.), оруженосец и вольноотпущенник Луция Сергия Катилины, затем писарь Цицерона во время исполнения последним обязанностей квестора на Сицилии в 75 году до н. э. Впоследствии — один из наёмников Клодия[21][22];
- (Луций) Сергий (ум. ок. 65 до н. э[23].), родной сын Катилины от первого брака (предположительно, от Гратидии). Согласно ряду античных авторов[24][25][26][27], был убит собственным отцом[28];
- (Сергий) Плавт (ум. после 61 до н. э.), член судебной коллегии[29] (возможно[30], из сенаторского сословия[31]), в мае 61 года до н. э. разбиравшей дело о святотатстве во время праздника Благой богини[32][33]. Сенатор по имени Плавт, из Фалернской трибы[34], фигурирует в одном сенатском постановлении, датируемым 35 годом до н. э[35][36]. По одной из версий, этот римлянин вполне мог принадлежать к Сергиям и может быть отождествлён с членом судебной коллегии 61 года[37];
- Сергий (ум. после 31 до н. э[38][5].), находился в опале у триумвиров в 43 году до н. э[38]., скрывался в доме Марка Антония[39], пока не был помилован[40]. Его отождествление с кем-либо из представителей Сергиев из-за скудости имеющихся сведений, по мнению Франсуа Инара, невозможно[41];
- Луций Сергий Рекс Плавт (I в. до н. э[42].), отец Сергии Плавтиллы и дед консула-суффекта 33 года Гая Октавия Лената, входивший в состав жреческой коллегии палатинских салиев и занимавший должность квестора в неустановленном году[43][42] (по одной из версий[44], в период до 12 года до н. э.);
- (Сергий) Плавт (ум. после 2), претор Империи во 2 году, шурин Гая Рубеллия Бланда и отца консула-суффекта 33 года Октавия Лената;
- Сергия Плавтилла (ум. после 30/35), дочь консула-суффекта 33 года Октавия Лената и мать императора Нервы;
- (Квинт или Луций) Сергий Павел (I в.), проконсул Кипра (провинция Азия) в 40-х гг. I в., обращённый в христианство апостолом Павлом;
- Сергий Кресцент (ум. после 57[45]), легат в Помпелоне (провинция Ближняя Испания) в 57 году[45];
- Луций Сергий Павел (ум. после 169), ординарный консул Римской империи в 168 году, в это же время занимал пост префекта города Рима. В следующем году был назначен проконсулом и направлен в Азию.